# Pregled:Matematika
Matematika je znanost koja se bavi pitanjima vezanim za brojeve, prostor, strukture i promjene.

## Filozofija

### Priroda matematike
- Definicije matematike – Matematika nema opće prihvaćenu definiciju. Različiti intelektualni pravci, napose u filozofiji, dali su nam različite definicije matematike, koje i danas izazivaju raspravu.
- Matematički jezik je način kojim matematičari međusobno prenose matematičke ideje i zaključke. Razlikuje se od prirodnih jezika po tome što je ustrojen tako da precizno i nedvosmisleno prenosi apstraktne i logičke ideje.[1][2]
- Filozofija matematike pokušava opisati prirodu i metodologiju matematike te istražuje njeno mjesto u svakodnevnom životu.

- Klasična matematika je naziv za glavnu struju matematike, koja je zasnovana na klasičnoj logici i Zermelo–Fraenkelovoj teoriji skupova
- Konstruktivna matematika zasnovana je na načelu po kojem je nužno pronaći ("konstruirati") matematički objekt da bi se dokazalo da isti postoji. U klasičnoj matematici moguće je dokazati postojanje nekog objekta bez eksplicitne konstrukcije - tako da se pretpostavi da objekt ne postoji, pa se dokaže da iz te tvrdnje slijedi kontradikcija (dokaz kontradikcijom).
- Predikativna matematika

### Matematika je
- Akademska disciplina - znanost koja se izučava na svim razinama obrazovnog sustava, te se istražuje na fakultetima i svečuilištima. Discipline definiraju i razlikuju znanstveni časopisi u kojima se izdaju rezultati istraživačkog rada, te društva, akademski odjeli i fakulteti kojima pripadaju stručnjaci tih disciplina.
- Formalna znanost - znanost koja se bavi svojstvima formalnih sustava baziranih na definicijama i pravilima zaključivanja. Za razliku od drugih znanost, formalne znanosti se ne bave teorijama koje su zasnovane na eksperimentima.

## Koncepti
- Matematički objekt - apstraktni koncept u matematici; objekt je bilo što što je (ili može biti) formalno definirano, i što se može upotrijebiti pri dedukciji i matematičkim dokazima. Različite grane matematike bave se različitim objektima.
- Matematička struktura - skup zajedno s dodatnim značajkama koje opisuju odnose među elementima tog skupa (npr. operacije, relacije, metrike, topologije). Neke vrste struktura su: mjera, algebarska struktura (grupa, polje, itd.), topologija, metrički prostor (geometrija), red, događaj, relacija ekvivalencije, diferencijabilna struktura, kategorija.

## Grane i pojmovi

### Količine
- Teorija brojeva je grana čiste matematike koja proučava cijele brojeve i cjelobrojne funkcije.
- Aritmetika je grana matematike koja se sastoji od proučavanja brojeva i svojstava tradicionalnih matematičkih operacija nad njima.

- Elementarna aritmetika bavi se zbrajanjem, oduzimanjem, množenjem i dijeljenjem.
- Modularna aritmetika
- Aritmetika drugog reda je skup aksiomatskih sustava koji formaliziraju prirodne brojeve i njihove skupove.
- Peanovi aksiomi su skup aksioma koji definira prirodne brojeve. Zadao ih je u 19. stoljeću matematičar Giuseppe Peano.
- Računanje s pomičnim zarezom koristi približne iznose realnih brojeva kao kompromis između opsežnosti i preciznosti.
- Brojevi - matematički objekti koji se koriste pri brojanju, mjerenju i obilježavanju.
- Popis vrsta brojeva

- Prirodni broj, cijeli broj, racionalni broj, realni broj, iracionalni broj, imaginarni broj, kompleksni broj, hiperkompleksni broj, p-adički broj
- Negativni broj, pozitivni broj, parnost
- Primbroj, složeni broj
- 0, nula, infinitezimalni brojevi

- Popis riječi za brojeve u različitim jezicima
- Brojevni sustav, unarni brojevni sustav, brojevni prefiksi, popis brojevnih sustava
- Brojanje, brojevni pravac, brojka, baza
- Matematička notacija, infiksna notacija, znanstvena notacija, pozicijska notacija, notacija u teoriji vjerojatnosti i statistici, povijest matematičke notacije
- Beskonačnost, hiperrealni brojevi, nadrealni brojevi
- Razlomak, decimala, decimalni zarez

- Operacija (matematika) - operacija je matematička funkcija koja prima nula ili više vrijednosti koje zovemo operandima i daje dobro definirani rezultat. Broj operanada je dužina operacije.

- Računanje, matematički izraz, redoslijed operacija, algoritam
- Vrste operacija: binarna operacija, unarna operacija, nularna operacija
- Operandi: redoslijed operacija, zbrajanje, oduzimanje, množenje, dijeljenje, potenciranje, logaritam, korjenovanje

- Funkcija, inverzna funkcija
- Komutativnost, antikomutativnost, asocijativnost, neutralni element, distributivnost
- Suma, produkt, dijelitelj, količnik, najveći zajednički djelitelj, najmanji zajednički višekratnik, ostatak, decimalni dio (mantisa)
- Oduzimanje bez pamćenja znamenki, modulo, dijeljenje s ostatkom, dijeljenje nulom

- Znakovi plus i minus, znak množenja, znak dijeljenja, znak jednakosti
- Jednakost, nejednakost, logička ekvivalencija
- Omjer

- Varijabla, konstanta
- Mjerenje

### Struktura
- Algebra
- Apstraktna algebra
- Linearna algebra
- Teorija brojeva
- Teorija redova
- Funkcija (matematika)

### Prostor
- Geometrija
- Algebarska geometrija
- Trigonometrija
- Diferencijalna geometrija
- Topologija
- Fraktalna geometrija

## Promjena
- Infinitezimalni račun
- Vektorska analiza
- Diferencijalne jednadžbe
- Dinamički sustavi
- Teorija kaosa
- Analiza

### Osnove i filozofija
- Filozofija matematike
- Teorija kategorija
- Teorija skupova
- Teorija tipova

### Matematička logika
- Teorija modela
- Teorija dokaza
- Teorija skupova
- Teorija tipova
- Teorija izračunljivosti
- Teorija računanja
- Popis logičkih simbola
- Aritmetika drugog reda
- Peanovi aksiomi

### Diskretna matematika
- Kombinatorika
- Kriptografija
- Teorija grafova

### Primijenjena matematika
- Matematička kemija
- Matematička fizika
- Analitička mehanika
- Matematička dinamika fluida
- Numerička analiza
- Teorija kontrole
- Dinamički sustavi
- Optimizacija (matematika)
- Operacijska istraživanja
- Vjerojatnost, teorija vjerojatnosti
- Statistika
- Teorija igara
- Strojarska matematika
- Matematička ekonomija
- Financijska matematika
- Teorija informacije
- Kriptografija
- Matematička biologija

## Povijest

### Regionalna povijest
- Babilonska matematika
- Egipatska matematika
- Indijska matematika
- Grčka matematika
- Kineska matematika
- Povijest arapskih brojaka
- Matematika u srednjovijekovnom islamu
- Japanska matematika

### Povijest grana matematike
- Povijest kombinatorike
- Povijest aritmetike
- Povijest algebre
- Povijest geometrije
- Povijest matematičke analize
- Povijest logike
- Povijest matematičke notacije
- Povijest trigonometrije
- Povijest brojevnih zapisa
- Povijest statistike
- Povijest teorije vjerojatnosti
- Povijest teorije grupa
- Povijest koncepta funkcije
- Povijest logaritama
- Povijest teorije brojeva

## Psihologija
- Matematičko obrazovanje
- Brojevna pismenost
- Razumijevanje brojeva, osjećaj za brojeve
- Subitiranje
- Strah od matematike
- Diskalkulija
- Akalkulija
- Ageometrija
- Prilagodba na brojnost
- Približni brojevni sustav, približni brojevni kognitivni sustav

## Matematička notacija
- Popis matematičkih kratica
- Popis matematičkih simbola
- Notacija u teoriji vjerojatnosti i statistici
- Popis simbola u logici
- Fizikalne konstante
- Grčka slova
- Latinica, latinička slova u matematici
- Matematički alfanumerički simboli (Unicode)
- ISO 31-11

## Klasifikacija
- Matematika u UDK

## Stručni časopisi

### Svijet
- Mathematical Reviews
- Zentralblatt MATH